# Бутяков, Сергей Николаевич
Серге́й Никола́евич Бутяко́в (28 сентября 1916, дер. Нижнее Анчиково, Казанская губерния — 11 февраля 1940, дер. Саркола, Ленинградская область) — советский офицер-танкист, участник Советско-финской войны, первый чуваш, удостоенный звания Герой Советского Союза.

## Биография
Родился 28 сентября 1916 года в деревне Нижнее Анчиково (ныне Козловский муниципальный округ Чувашской Республики) в семье бедных крестьян. По национальности — чуваш.
Детские годы Бутяков провёл в посёлке Звенигово (с 1974 года — город) Марийской АО. Член ВЛКСМ. После окончания шестого класса Звениговской средней школы поступил в школу ФЗУ, где овладел профессией кузнеца.
В 1937 году Бутяков был призван в Красную Армию и зачислен в танковую школу. По окончании школы назначен командиром танка 398-го танкового батальона 50-й стрелковой дивизии. Участвовал в освобождении Западной Белоруссии в 1939 году.
Во время советско-финской войны 1939—1940 годов в составе танкового батальона участвовал в боях на Карельском перешейке. Отличился при прорыве «Линии Маннергейма».

### Подвиг
11 февраля 1940 года танк Бутякова в числе первых ворвался на высоту 48,5. После ранения механика-водителя, Бутяков заменил его и продолжил атаку. Когда финские солдаты подбили танк, его экипаж, несмотря на ранения и потерю танком подвижности, продолжал отстреливаться от превосходящих сил противника из пулемётов и пушки. От следующего попадания вражеского снаряда танк загорелся, и весь экипаж погиб.
Указом Президиума Верховного Совета СССР от 7 апреля 1940 года «за образцовое выполнение боевых заданий командования на фронте борьбы с финской белогвардейщиной и проявленные при этом доблесть и мужество» младшему воентехнику (ныне — младший лейтенант) Бутякову Сергею Николаевичу было присвоено звание Героя Советского Союза посмертно.
Сергей Николаевич Бутяков был похоронен на берегу озера Красное у деревни Саркола Приозерского района Ленинградской области. Позднее был перезахоронен на кладбище деревни Красноозёрное того же района.

## Награды
- Герой Советского Союза (7 апреля 1940; посмертно)
- Орден Ленина (7 апреля 1940; посмертно)

## Память
- Имя С.Н. Бутякова носят улицы в городах Звенигово и Чебоксары, в родной деревне, в д. Верхнее Байгулово Козловского муниципального округа, улица и переулок в городе Козловка.
- Перед заводоуправлением и в сквере у Дворца культуры установлены бюсты Героя.
- Имя С.Н. Бутякова носит судостроительно-судоремонтный завод, на котором он трудился до призыва в армию.
- В г. Звенигово стоит стела Пяти Героям Советского Союза с его объёмным изображением.
- На доме, где он жил и в родном селе на доме, где родился установлены мемориальная доски[3].
- На родине Героя открыт мемориальный комплекс «Бессмертен твой подвиг, солдат» (28.11.2011 г.).